# Vie pour vie : Maximilien Kolbe
Pour plus de détails, voir Fiche technique et Distribution.
Vie pour vie : Maximilien Kolbe (en polonais : Życie za życie. Maksymilian Kolbe) est un film biographique et dramatique réalisé par Krzysztof Zanussi et sorti en 1991 et dont le sujet est la vie de Maximilien Kolbe.

## Synopsis
Maximilien Kolbe est un moine franciscain arrêté par la gestapo et envoyé au camp d’Auschwitz. En 1941, un codétenu s'évade, pour la peine, dix détenus sont sélectionnés en condamnés à mourir de faim en cellule. Maximilien Kolbe demande l'autorisation au gardien de remplacer au autre détenu père de famille. Le film raconte l'histoire de l'évadé, interprété par l'acteur allemand Christoph Waltz.    

## Distribution
- Christoph Waltz : Jen
- Edward Zentara : Maximilian Kolbe
- Artur Barcis : Frère Anselm
- Gustaw Lutkiewicz  : Konior
- Krzysztof Zaleski : Olszanski
- Andrzej Szczepkowski : Górecki
- Krzysztof Kowalewski : Editeur en chef
- Jerzy Stuhr : Pralat
- Franciszek Pieczka : Banasik
- Grazyna Strachota : Aldona
- Joachim Król : Officier ss
- Jan Pietrzak : Marek